# Иньюмас
Иньюмас (порт. Inhumas)  —  муниципалитет в Бразилии, входит в штат Гояс. Составная часть мезорегиона Центр штата Гойас. Находится в составе крупной городской агломерации . Входит в экономико-статистический  микрорегион Анаполис. Население составляет 44 983 человека на 2007 год. Занимает площадь 613,349 км². Плотность населения — 73,4 чел./км².
Праздник города — 19 марта.

## История
Город основан в 1931 году.

## Статистика
- Валовой внутренний продукт на 2004 год составляет 256 431,00 реалов (данные: Бразильский институт географии и статистики).
- Валовой внутренний продукт на душу населения на 2004 год составляет 5487,00 реалов (данные: Бразильский институт географии и статистики).
- Индекс развития человеческого потенциала на 2000 год составляет 0,765 (данные: Программа развития ООН).